# Monastère de Kerbénéat
Le monastère de Kerbénéat (dit également abbaye de Kerbénéat) est un établissement conventuel chrétien situé sur la commune de Plounéventer (et en partie sur celle de Lanneuffret), en France. Relevant de l'ordre bénédictin à sa fondation en 1878, il est par la suite affecté à plusieurs autres groupes religieux catholiques. En 2017, l'évêque de Quimper le baille à une communauté orthodoxe.

## Son histoire
Le monastère est fondé, en 1878, à la demande de l'évêque de Quimper par des moines bénédictins de l'abbaye de la Pierre-qui-Vire. Jean-Marie Picart, né à Bodilis et recteur de Plougar, se joint à deux autres prêtres,  Maurice Guérin et Corentin Le Guen, pour rétablir la vie monastique dans le diocèse de Quimper à l'instigation de Mgr Nouvel de la Flèche, qui avait été auparavant moine bénédictin à l'abbaye de la Pierre-qui-Vire avant d'être nommé évêque de Quimper. Jean-Marie Picart découvre au printemps 1876 un lieu agréable et silencieux aux confins de la commune de Plounéventer, une ferme de 16 hectares de landes et terres labourables dénommée Ker-an-Here dominant l'Élorn et renommée Kerbénéat (la "Maison de Benoît" en breton). La construction des bâtiments commence aussitôt, la première messe étant célébrée dans les sous-sols du nouveau bâtiment le 30 novembre 1878, tandis que la chapelle n'est achevée qu'en 1888.
Ce monastère s’installe près du site d'un ancien prieuré de l'Ordre de Saint-Benoît qui aurait  existé sur des terres données par le comte Even à saint Guénolé en 955 et qui seraient à l'origine de la création de la trève de Lan-Sancti-Wivreti [Lanneuffret], citée dans le Cartulaire de Landévennec ; les moines auraient résidé dans la ferme de Keranmanach, dénommée Caer-Menedech dans le Cartulaire ; d'autres noms de lieux-dits de la commune de Lanneuffret attestent de la présence du prieuré : un champ est dénommé 'le Cloître', une ferme Ar Prioldi ("la maison du prieur").
La première expulsion des congrégations provoquée par les décrets Freycinet de 1880 frappe l'abbaye de la Pierre-qui-Vire. Grâce à sa petitesse, Kerbénéat échappe à cette mesure. Le gagne-pain est assuré par la vente des asperges et la fabrication d'un fromage rappelant celui des Trappistes.
Les moines de Kerbénéat seront expulsés vingt ans plus tard, le 24 avril 1903, dans le cadre de la politique de suppression des congrégations menée par le  gouvernement Émile Combes :

« La foule entoure le monastère, attendant l'arrivée du commissaire de police et du juge de paix. Quelques manifestations se produisent. Le conseil municipal de Plounéventer, ayant à sa tête M. Soubigou, maire, est arrivé pour exprimer au Père Abbé Bouchard les regrets de la population. Les notabilités des communes environnantes arrivent et vont saluer le Père Abbé. Toutes les routes sont gardées. Des paysans et des cyclistes surveillent l'arrivée des étrangers. Trois brigades de gendarmerie de Landerneau et Landivisiau ont reçu l'ordre de se tenir prêtes à accompagner le commissaire à l'abbaye. Une foule (...) a poussé des cris : « Vive la liberté ! Vivent les moines ! ». Les commissaires ont fouillé l'hôtellerie de l'abbaye et la ferme qui en dépend. Une nouvelle manifestation hostile a accueilli le départ des commissaires ; des paysans étaient accourus au son de la cloche. Les paysans de Kerbénéat ont décidé de monter la garde jour et nuit dans l'abbaye. Le liquidateur Le Couturier est arrivé le 1er mai pour la levée des scellés. »

« Les commissaires de Landerneau et de Morlaix sont venus ce matin à Kerbénéat, accompagnés de nombreux gendarmes, pour visiter l'abbaye et la ferme attenante, et constater qu'il n'y avait plus de bénédictins, à l'exception du père Corentin, gardien des scellés. À leur arrivée et à leur départ des manifestations très hostiles ont encore eu lieu. (...) Les paysans des cantons de Landerneau, Lesneven, Landivisiau, ne peuvent se faire à l'idée que la chapelle de l'abbaye restera fermée. Ils parlent d'en enfoncer les portes. De nouvelles manifestations auront lieu vendredi pour l'arrivée du liquidateur. »

Le journal L'Ouest-Éclair écrit : « Excellents agriculteurs, les Pères regrettent vivement de ne pouvoir récolter leur moisson avant de prendre le chemin de l'exil. Sur cette montagne aride, ils ont créé une aspergerie remarquable, dont les produits sont expédiés sur Brest, ainsi qu'un potager où la végétation est luxuriante et qui se trouve en plein rapport. Dans le verger tout est en fleur et la peine que les religieux éprouvent est grande d'abandonner sans raison le sol transformé par vingt années de leur effort ».
Les moines de Kerbénéat partent alors en exil à Caermaria, près de Cardigan, au Pays de Galles.
Un article paru dans le Courrier du Finistère en date du 3 Juin 1905 informe que la mise en vente aux enchères publiques du monastère a eu lieu le 25 Mai 1905 au tribunal de Morlaix. La mise à prix est de 12 000 Frs.
Le monastère de Kerbénéat, ainsi que ses dépendances, est mis en vente en 1914.
Pendant la Première Guerre mondiale, le monastère servit de camp d'internement : des citoyens allemands et autrichiens, transportés depuis les États-Unis par le navire hollandais Nieuw-Amsterdam afin d'aller s'incorporer dans les armées de leurs pays respectifs, furent capturés par le navire français Savoie, et une partie d'entre eux y furent internés pendant la Première Guerre mondiale (davantage le furent à l'Île Longue).

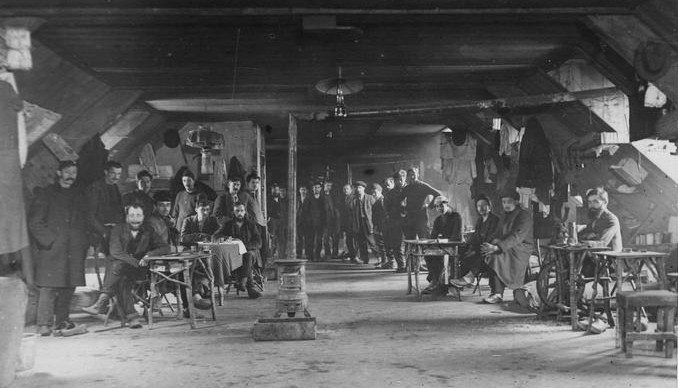
Dortoir d'internés à Kerbénéat en 1916

Les moines reviennent à Kerbénéat en 1922. Ils sont à l'origine, en 1950, de la refondation de l'abbaye de Landévennec. Après le transfert de la communauté à Landévennec, le monastère de Kerbénéat sera occupé par plusieurs communautés monastiques, dont les Bénédictines du Calvaire qui rachètent les lieux en 1977.
Approché dès 2016 par les communautés orthodoxes de Brest et de Morlaix, l'évêque de Quimper met le monastère à disposition de la Métropole orthodoxe roumaine d'Europe occidentale et méridionale par un bail emphytéotique. La communauté orthodoxe composée d'une quinzaine de sœurs roumaines s'installe dans les lieux le 7 octobre 2017.